# (12287) Langres
(12287) Langres (1991 GH5) – planetoida z pasa głównego asteroid – okrążająca Słońce w ciągu 5,72 lat w średniej odległości 3,2 j.a. Odkryta 8 kwietnia 1991 roku.